# Krzysztof Cena
Krzysztof Maria Kazimierz Cena (ur. 3 czerwca 1939 w Krakowie) – polski naukowiec, profesor nauk przyrodniczych (biofizyka środowiskowa). Zajmował stanowiska naukowe na uniwersytetach w Polsce, Wielkiej Brytanii, Kanadzie i Australii. Za granicą pracował naukowo łącznie ponad 30 lat.

## Życiorys
Jest absolwentem (1955) III Liceum Ogólnokształcącego we Wrocławiu, gdzie mieszkał od roku 1945. Studia fizyki doświadczalnej ukończył (1961) w Uniwersytecie Wrocławskim. Stopnie doktora (1967, promotor – prof. Zygmunt Ewy) i doktora habilitowanego (1973) z zakresu biofizyki środowiskowej (za pracę o bilansie promieniowania organizmów stałocieplnych) uzyskał w obecnym Uniwersytecie Rolniczym w Krakowie. W 1967 odbył staż w laboratoriach Ransome and Marles w Newark (Wielka Brytania) i zajmował się hałasem urządzeń mechanicznych. Staż podoktorski związany głównie z badaniami bilansu promieniowania cieplnego zwierząt i ludzi odbył (1968–1973) w Uniwersytecie w Nottingham (Wielka Brytania) u twórcy dyscypliny fizyki środowiskowej, prof. Johna Monteitha, FRS. Razem z Jeremym A. Clarkiem rozwinął biologiczne zastosowania termografii podczerwonej. Między innymi, wskazał na jej zastosowanie w sporcie wyczynowym.
W latach 1973–1976 Krzysztof Cena był docentem w Zakładzie Fizyki Akademii Wychowania Fizycznego we Wrocławiu. Od roku 1976 był zatrudniony w Politechnice Wrocławskiej. W 1980 był konsultantem Organizacji Narodów Zjednoczonych do spraw Rozwoju Przemysłowego (UNIDO) w zakresie organizacji badań naukowych na Węgrzech. Tytuł profesora otrzymał w roku 1981. Na Politechnice Wrocławskiej był organizatorem laboratorium termografii, a także licznych szkół i konferencji naukowych na temat naturalnego i sztucznego środowiska człowieka. Odbył staże i wizyty naukowe w USA (University of Iowa, Yale University, Drexel University), a także w Duńskim Uniwersytecie Technicznym. Po wydaniu monografii Bioengineering, Thermal Physiology and Comfort otrzymał medal Hardy’ego (John B. Pierce Laboratory, Yale University).

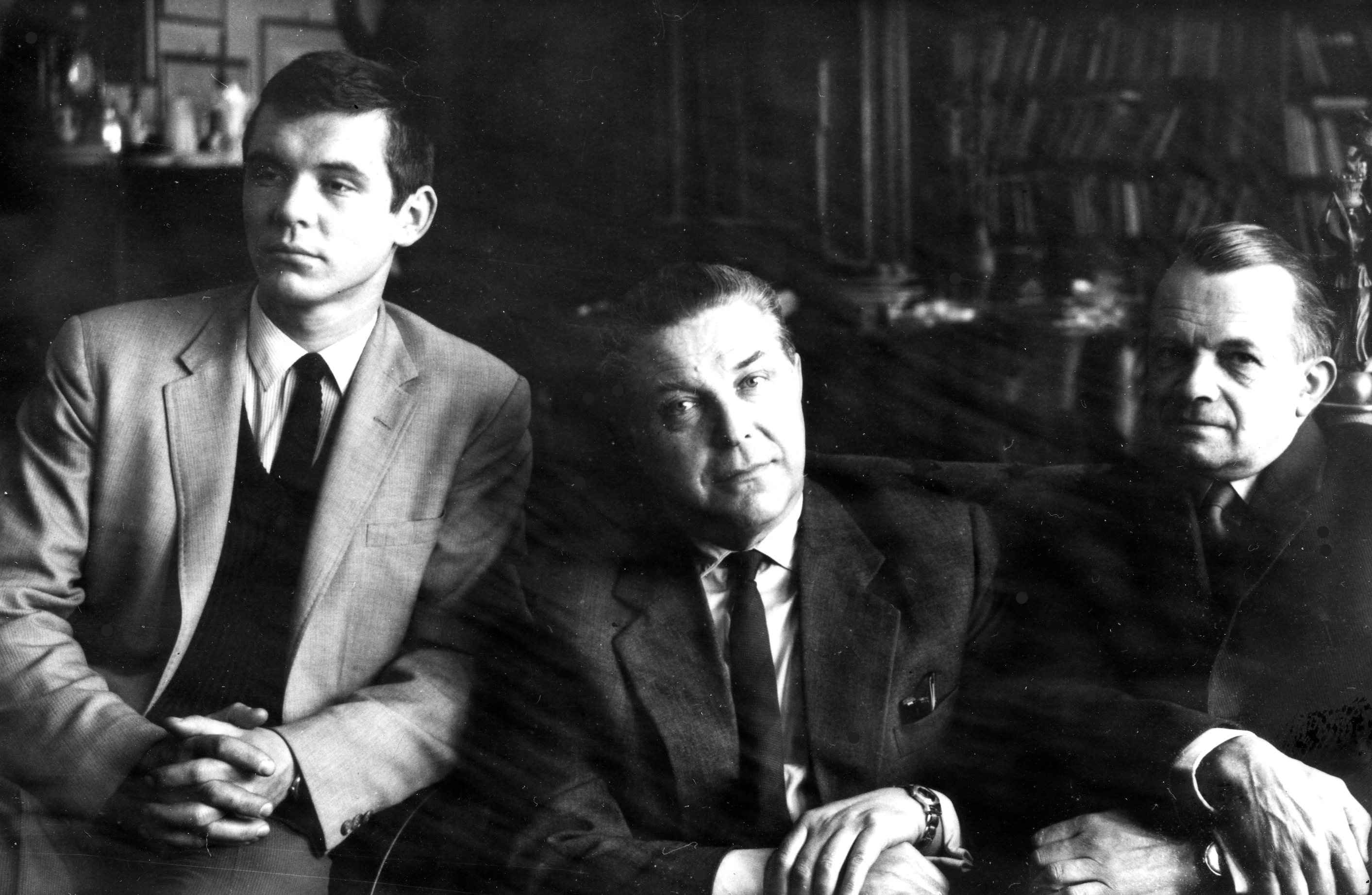
Od prawej: Adam Harasowski, Mieczysław Cena i Krzysztof Cena po pogrzebie Tadeusza Szeligowskiego w Poznaniu, 15 stycznia 1963

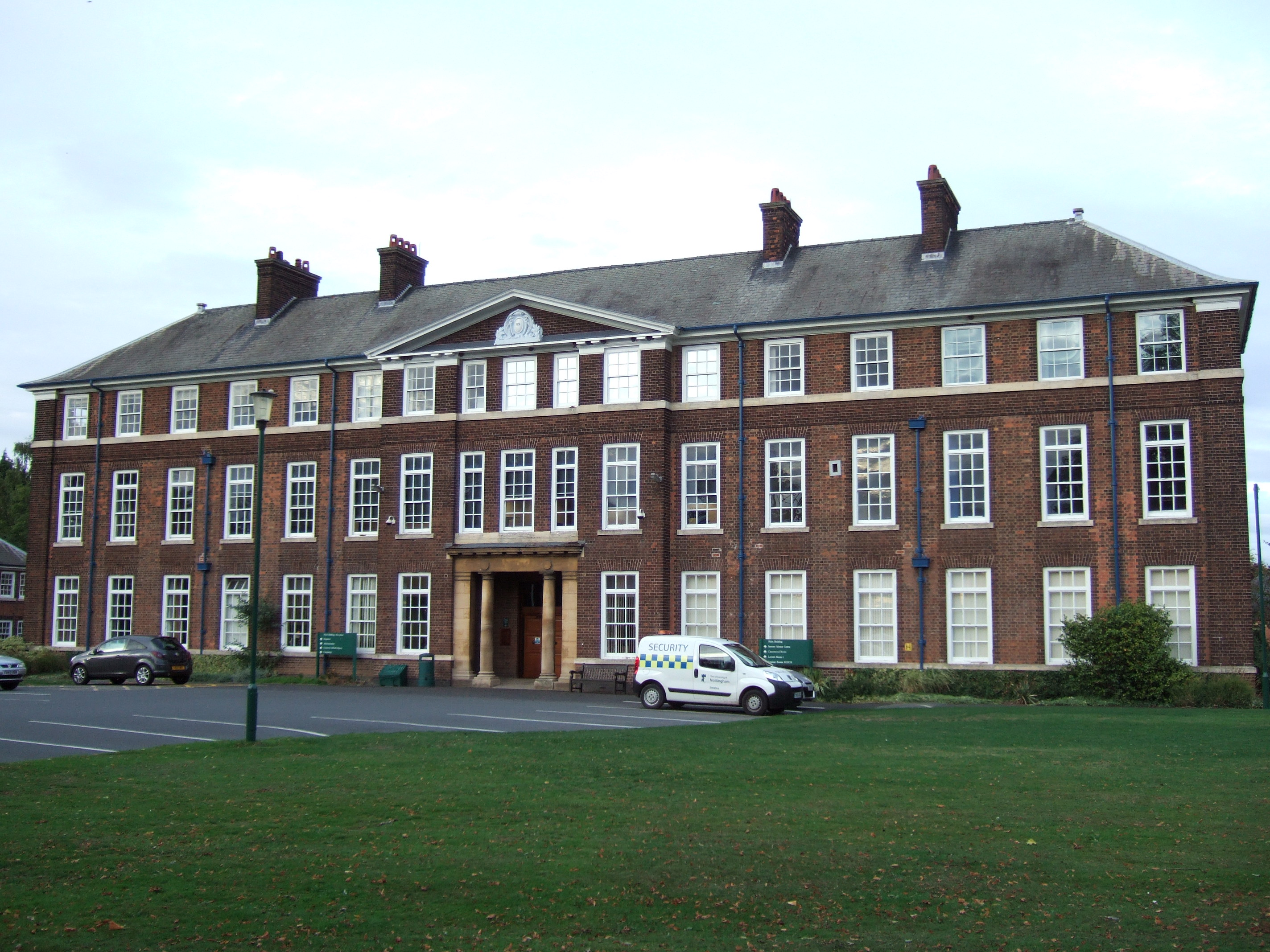
Główny i najstarszy budynek campusu Uniwersytetu Nottingham w Sutton Bonington, Anglia, 2011

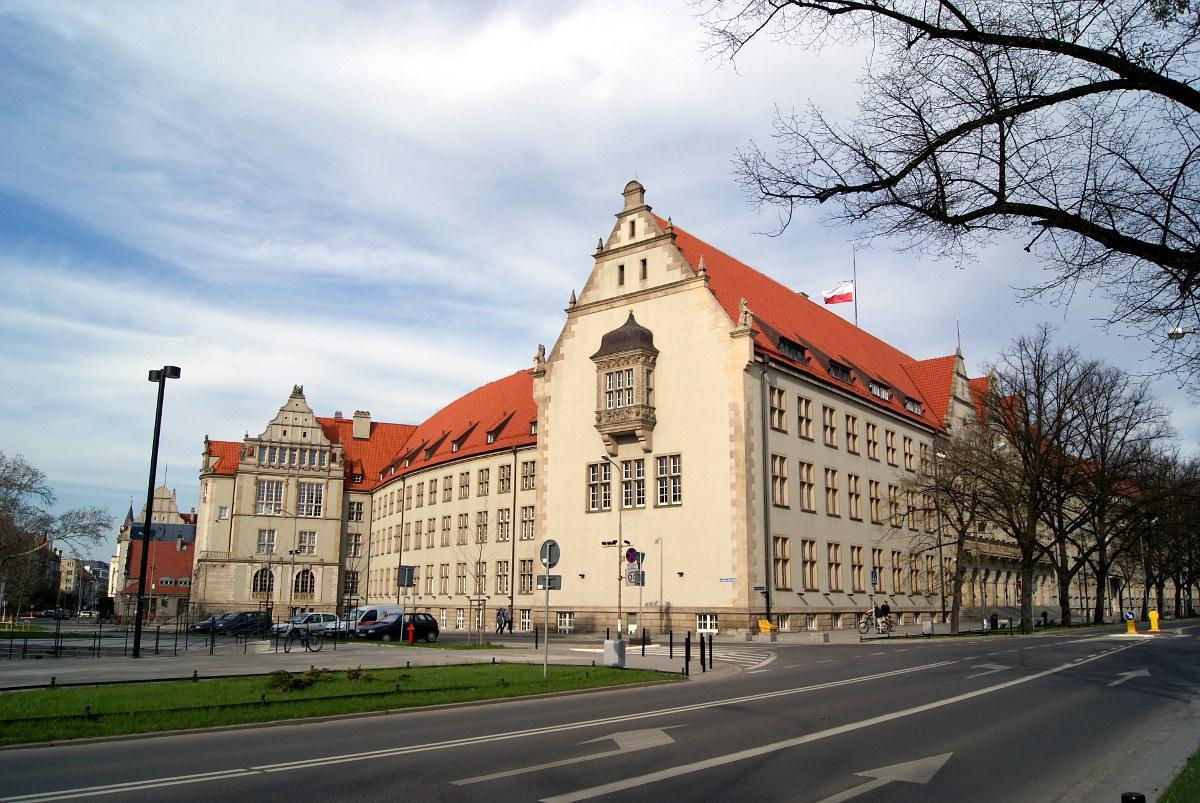
Budynek główny Politechniki Wrocławskiej,

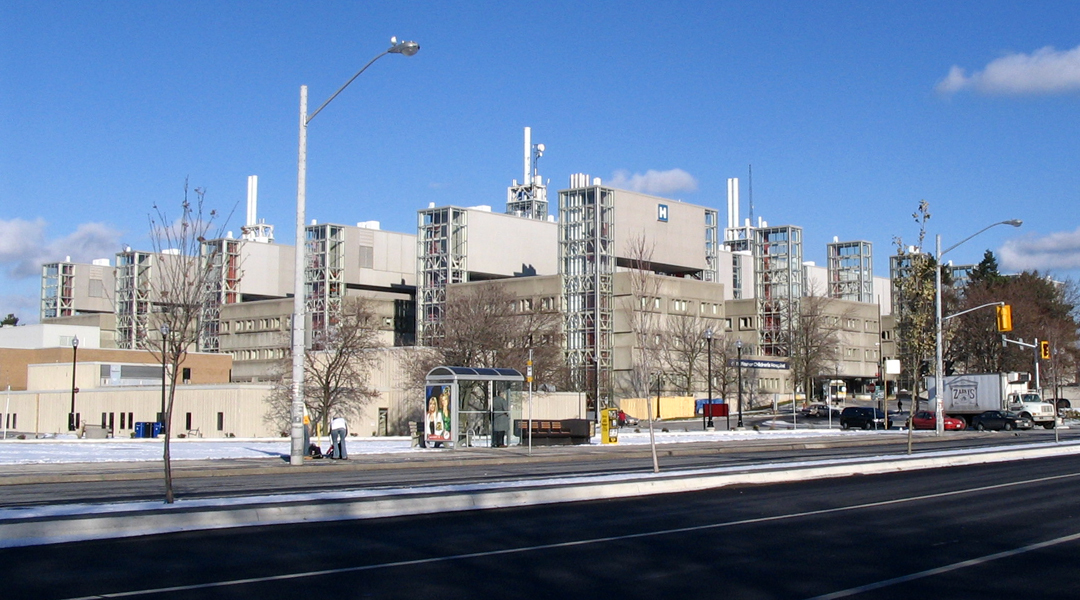
McMaster University - centrum nauk o zdrowiu, Hamilton, Ontario, Kanada, 2005

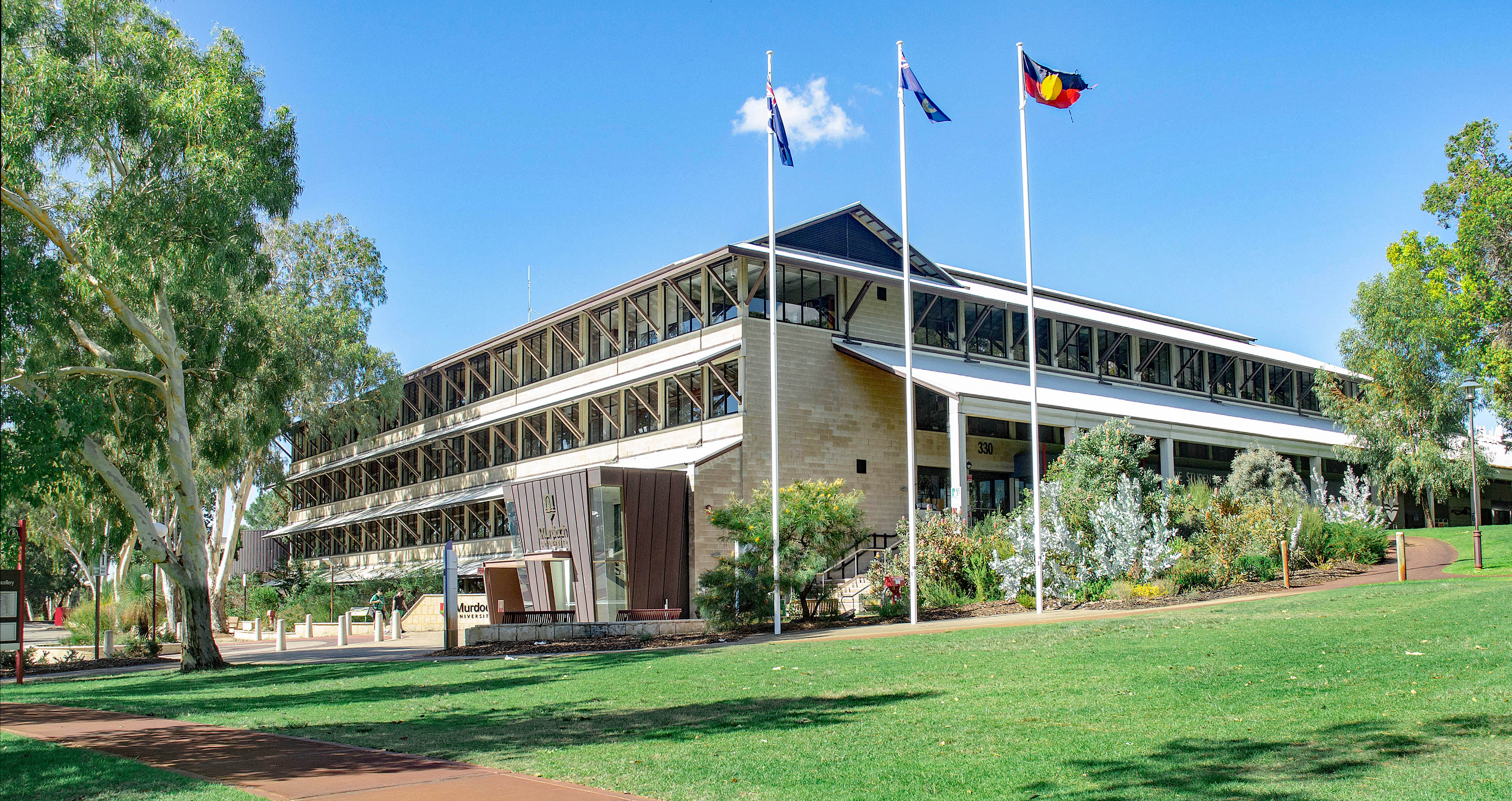
Murdoch University w Perth, Australia Zachodnia, budynek rektoratu, 2014

W latach 1982–1986 pracował jako profesor wizytujący w McMaster University w Kanadzie. W okresie od 1988 do 2007 pracował w Szkole Nauk Środowiskowych w Murdoch University w Australii Zachodniej, gdzie wykładał biofizykę środowiska człowieka, a także metody pracy naukowej. W latach 1991 i 1992 był ekspertem Międzynarodowej Organizacji Pracy (ILO) w Indonezji. Otrzymał nagrodę Amerykańskiego Stowarzyszenia Inżynierów Ogrzewnictwa, Chłodnictwa i Klimatyzacji (ASHRAE) za najlepszą publikację naukową w 1999.
Był promotorem 13 przewodów doktorskich w Polsce i Australii. W 2012 był ekspertem amerykańskiego projektu wsparcia reintrodukcji pandy wielkiej w Chinach.

## Zainteresowania naukowe

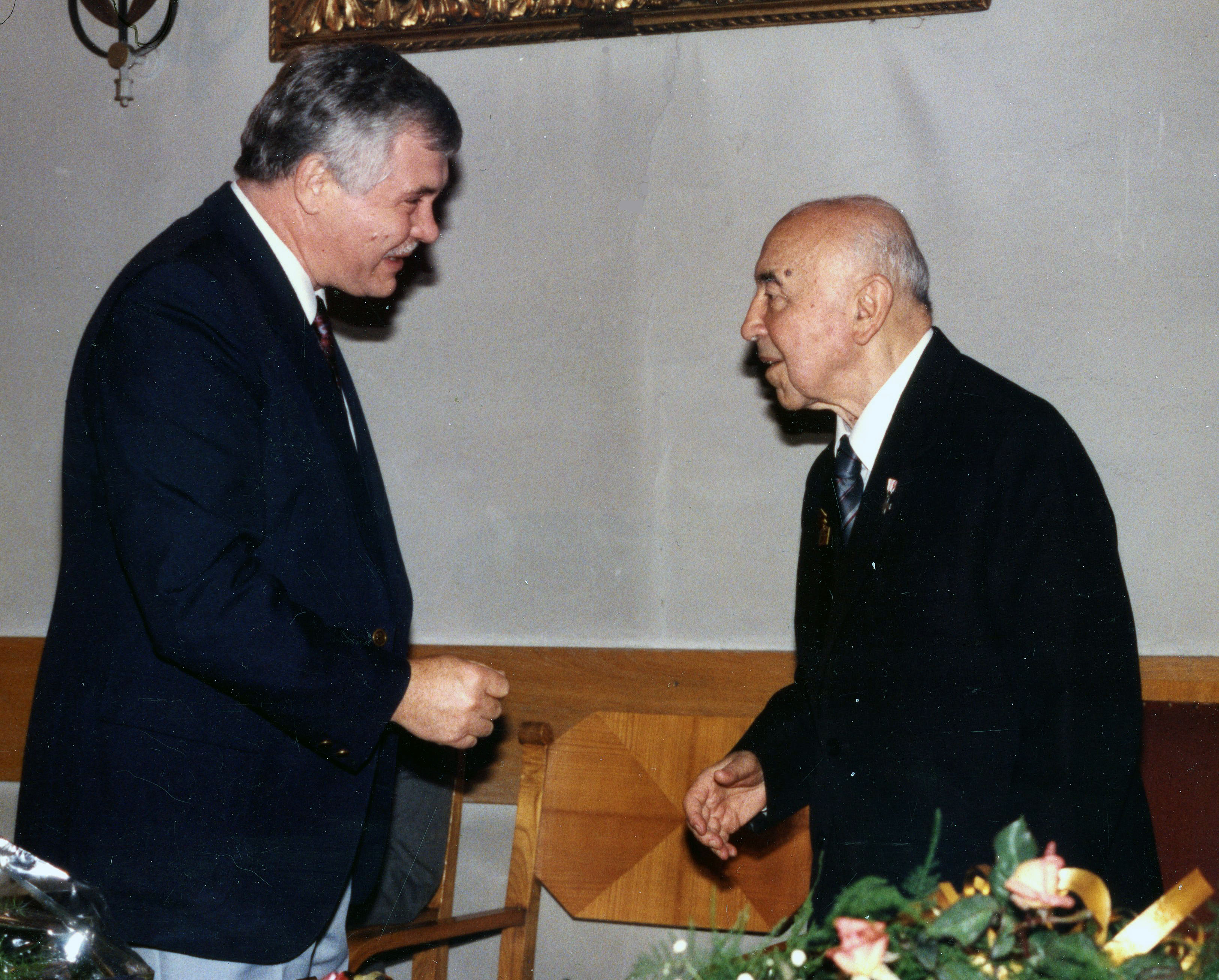
Zygmunt Ewy (z prawej) w czasie jubileuszu 80-lecia urodzin w auli Polskiej Akademii Umiejętności w Krakowie i Krzysztof Cena, jeden z jego uczniów, 11 czerwca 1993

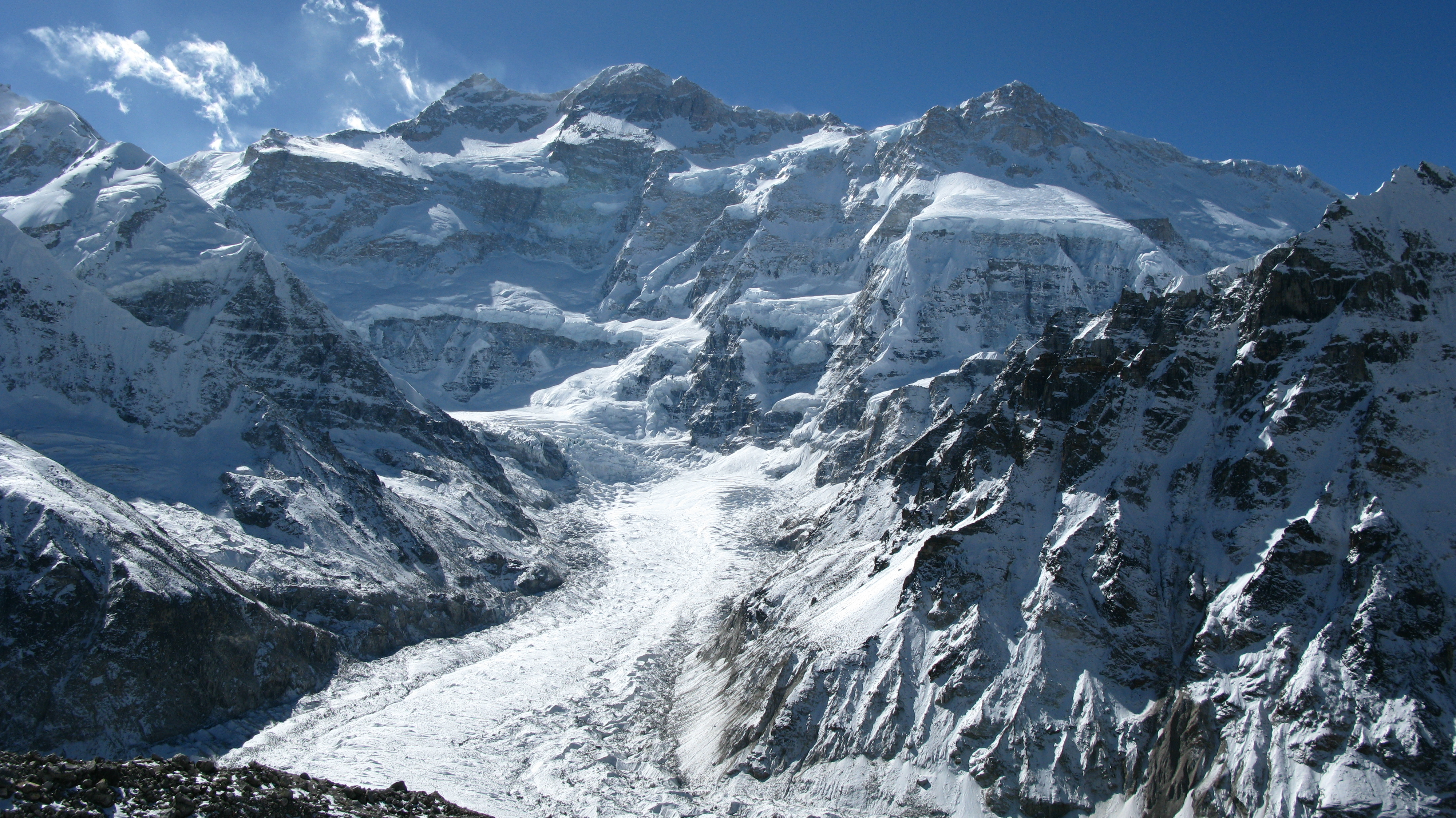
Masyw Kanczendzongi (główny szczyt 8586 m) widziany od strony zachodniej (nepalskiej) z obozu bazowego Pang Pema (5140 m),

- biofizyka środowiskowa[28] organizmów stałocieplnych (głównie wymiana ciepła przez promieniowanie)[29], zastosowania termografii podczerwonej[12], biofizyka aerosoli[30]
- termofizjologia stosowana człowieka[19] (głównie komfort i stres cieplny w pomieszczeniach[31] i środowiskach ekstremalnych[32][33] oraz biofizyka odzieży[34])
- fizyczne środowiska pracy człowieka[35], ergonomia pracy[36], bezpieczeństwo i higiena pracy[37]
- metody i organizacja badań naukowych[38], rozwój młodych naukowców[39]

## Działalność społeczna
W okresie 1982–1986 był członkiem zarządu kanadyjskiego klubu użytkowników mikrokomputerów Apple II. W czasie pobytu w Zachodniej Australii był współzałożycielem i wiceprezesem Polsko-Australijskiego Towarzystwa Kulturalnego.
Bierze udział w dyskusji na temat sytuacji nauki i szkolnictwa wyższego w Polsce. W 1992 w wywiadzie dla Rozgłośni Polskiej Radia Wolna Europa (na antenie Polskiego Radia) porównał perspektywy rozwoju polskich uczelni z uczelniami anglosaskimi, szczególnie w Australii. Pod pseudonimem „Józef Krzemieniecki” publikował na portalu Salon24.pl aktualne teksty dyskusyjne o uniwersytetach i szkołach wyższych.
Współpracował z Jerzym Przystawą w promocji jednomandatowych okręgów wyborczych i powszechnego biernego prawa wyborczego w Polsce, a także w działalności publicystycznej. W 2004 uczestniczył w krajowym Komitecie Referendalnym o Jednomandatowe Okręgi Wyborcze. 
W 2020 przekazał do Sądeckiej Biblioteki Publicznej im. J. Szujskiego w Nowym Sączu książki dotyczące konspiracji Szarych Szeregów na Sądecczyźnie w czasie okupacji niemieckiej, także udziału Andrzeja Korsaka w prowadzonej tam Akcji N.

## Inne informacje
Jest członkiem (od 1956) i uczestnikiem wypraw jaskiniowych wrocławskiej Sekcji Grotołazów. W 1958 wziął udział w opisanej przez Andrzeja Korsaka wyprawie do Jaskini Zimnej. Był członkiem zwyczajnym Klubu Wysokogórskiego i instruktorem narciarstwa Polskiego Związku Narciarskiego. Od roku 1996 uczestniczył w kilkunastu trekkingach eksploracyjnych w Himalajach i Karakorum. Zajmował się amatorską produkcją dokumentalnych (głównie górskich) filmów wideo.

## Życie prywatne
Jego ojciec, Mieczysław Cena (1908–1990) był profesorem zoohigieny obecnego Uniwersytetu Przyrodniczego we Wrocławiu. Jego matka, Zofia Maria Antonina z Beynarowiczów (1908–1995) była lwowskim prawnikiem. Jest żonaty (1967) z Barbarą (z domu Stoksik), mają dwoje dzieci.